# Campionati mondiali di tiro con l'arco 2023
I Campionati mondiali di tiro con l'arco 2023, è stata la 52ª edizione della competizione e si erano svolti a Berlino, Germania, dal 31 luglio al 6 agosto 2023.

## Partecipanti
Hanno preso parte alla competizione 531 arcieri in rapprentanza di 81 nazioni.
- Algeria (2)
- Arabia Saudita (6)
- Armenia (3)
- Australia (9)
- Austria (6)
- Azerbaigian (3)
- Bangladesh (6)
- Belgio (5)
- Bolivia (2)
- Brasile (8)
- Bulgaria (2)
- Canada (9)
- Ciad (1)
- Cile (5)
- Cina (6)
- Cipro (2)
- Colombia (8)
- Corea del Sud (12)
- Costa d'Avorio (5)
- Croazia (6)
- Cuba (1)
- Danimarca (10)
- Ecuador (4)
- Egitto (6)
- El Salvador (7)
- Emirati Arabi Uniti (5)
- Estonia (11)
- Fær Øer (4)
- Finlandia (10)
- Francia (12)
- Georgia (6)
- Germania (12)
- Gran Bretagna (12)
- Grecia (3)
- Guinea (1)
- Hong Kong (10)
- India (12)
- Indonesia (6)
- Iraq (1)
- Islanda (10)
- Isole Vergini Americane (5)
- Israele (8)
- Italia (12)
- Giappone (6)
- Kazakistan (12)
- Lettonia (4)
- Lituania (8)
- Lussemburgo (6)
- Malaysia (10)
- Messico (12)
- Moldavia (4)
- Mongolia (6)
- Norvegia (3)
- Palestina (2)
- Paesi Bassi (12)
- Polonia (12)
- Portogallo (7)
- Porto Rico (2)
- Rep. Ceca (8)
- Romania (5)
- San Marino (3)
- Serbia (7)
- Singapore (5)
- Slovacchia (10)
- Slovenia (9)
- Sudafrica (4)
- Stati Uniti (12)
- Spagna (8)
- Sri Lanka (1)
- Sudan (1)
- Svezia (7)
- Svizzera (11)
- Taipei cinese (12)
- Tagikistan (1)
- Thailandia (12)
- Turchia (12)
- Ucraina (7)
- Ungheria (1)
- Uzbekistan (6)
- Venezuela (3)
- Vietnam (6)

## Medagliere
| Pos.   | Paese         | Oro | Argento | Bronzo | Totale |
| ------ | ------------- | --- | ------- | ------ | ------ |
| 1      | India         | 3   | 0       | 1      | 4      |
| 2      | Corea del Sud | 2   | 0       | 1      | 3      |
| 3      | Germania      | 1   | 1       | 0      | 2      |
| 3      | Polonia       | 1   | 1       | 0      | 2      |
| 3      | Turchia       | 1   | 1       | 0      | 2      |
| 6      | Rep. Ceca     | 1   | 0       | 0      | 1      |
| 6      | Stati Uniti   | 1   | 0       | 0      | 1      |
| 8      | Messico       | 0   | 3       | 1      | 4      |
| 9      | Canada        | 0   | 1       | 0      | 1      |
| 9      | Colombia      | 0   | 1       | 0      | 1      |
| 9      | Danimarca     | 0   | 1       | 0      | 1      |
| 9      | Francia       | 0   | 1       | 0      | 1      |
| 13     | Giappone      | 0   | 0       | 2      | 2      |
| 13     | Paesi Bassi   | 0   | 0       | 2      | 2      |
| 15     | Brasile       | 0   | 0       | 1      | 1      |
| 15     | Italia        | 0   | 0       | 1      | 1      |
| 15     | Lussemburgo   | 0   | 0       | 1      | 1      |
| Totale | Totale        | 10  | 10      | 10     | 30     |

## Podi

### Arco ricurvo
| Evento      | Oro                                                        | Argento                                                 | Bronzo                                                  |
| Individuale |                                                            |                                                         |                                                         |
| Maschile    | Turchia Mete Gazoz                                         | Canada Eric Peters                                      | Brasile Marcus D'Almeida                                |
| Femminile   | Rep. Ceca Marie Horáčková                                  | Messico Alejandra Valencia                              | Giappone Satsuki Noda                                   |
| A squadre   |                                                            |                                                         |                                                         |
| Maschili    | Corea del Sud Kim Woo-jin Kim Je-deok Lee Woo-seok         | Turchia Mete Gazoz Ulaş Berkim Tümer Abdullah Yıldırmış | Giappone Takaharu Furukawa Junya Nakanishi Fumiya Saito |
| Femminili   | Germania Katharina Bauer Michelle Kroppen Charline Schwarz | Francia Audrey Adiceom Lisa Barbelin Caroline Lopez     | Messico Aída Román Ángela Ruiz Alejandra Valencia       |
| Miste       | Corea del Sud Lim Si-hyeon Kim Woo-jin                     | Germania Michelle Kroppen Florian Unruh                 | Italia Tatiana Andreoli Mauro Nespoli                   |

### Arco compound
| Evento      | Oro                                                            | Argento                                                   | Bronzo                                                |
| Individuale |                                                                |                                                           |                                                       |
| Maschile    | India Ojas Pravin Deotale                                      | Polonia Łukasz Przybylski                                 | Paesi Bassi Mike Schloesser                           |
| Femminile   | India Aditi Gopichand Swami                                    | Messico Andrea Becerra                                    | India Jyothi Surekha Vennam                           |
| A squadre   |                                                                |                                                           |                                                       |
| Maschili    | Polonia Przemysław Konecki Łukasz Przybylski Rafał Dobrowolski | Danimarca Mathias Fullerton Tore Bjarnarson Martin Damsbo | Paesi Bassi Mike Schloesser Jay Tjin-a-djie Sil Pater |
| Femminili   | India Jyothi Surekha Vennam Aditi Gopichand Swami Parneet Kaur | Messico Dafne Quintero Ana Hernández Andrea Becerra       | Corea del Sud So Chae-won Oh Yoo-hyun Song Yun-soo    |
| Miste       | Stati Uniti Alexis Ruiz Sawyer Sullivan                        | Colombia Sara López Sebastián Arenas                      | Lussemburgo Mariya Shkolna Gilles Seywert             |